# Капо Рицуто (Кротоне)
Капо Рицуто је насеље у Италији у округу Кротоне, региону Калабрија.
Према процени из 2011. у насељу је живело 1045 становника. Насеље се налази на надморској висини од 20 м.